# سوسن جيري
السوسن الجيري (باللاتينية: Iris calcarea) هو أحد أنواع السوسن من الفصيلة السوسنية.

## الموئل والانتشار
ينتشر في بلاد الشام.